# Halopteris pseudoconstricta
Halopteris pseudoconstricta är en nässeldjursart som beskrevs av Wilfrid Arthur Millard 1975. Halopteris pseudoconstricta ingår i släktet Halopteris och familjen Halopterididae. Inga underarter finns listade i Catalogue of Life.